# Minlacowie Conservation Park
Minlacowie Conservation Park är en park i Australien. Den ligger i delstaten South Australia, omkring 87 kilometer väster om delstatshuvudstaden Adelaide.
Trakten är glest befolkad. Närmaste större samhälle är Minlaton, omkring 13 kilometer nordväst om Minlacowie Conservation Park. 
Trakten runt Minlacowie Conservation Park består till största delen av jordbruksmark. Genomsnittlig årsnederbörd är 583 millimeter. Den regnigaste månaden är juni, med i genomsnitt 111 mm nederbörd, och den torraste är januari, med 12 mm nederbörd.